# 片倉工業
片倉工業株式会社（かたくらこうぎょう、英語: Katakura Industries Co., Ltd.）は、東京都中央区に本社を置くショッピングセンター等の不動産運営・賃貸、自動車部品等の機械製造販売、繊維製品の製造販売を行う企業である。通称はカタクラ。旧称は片倉製糸紡績株式会社（かたくらせいしぼうせき、英語: Katakura Silk Spinning Co., Ltd.）。

## 概要

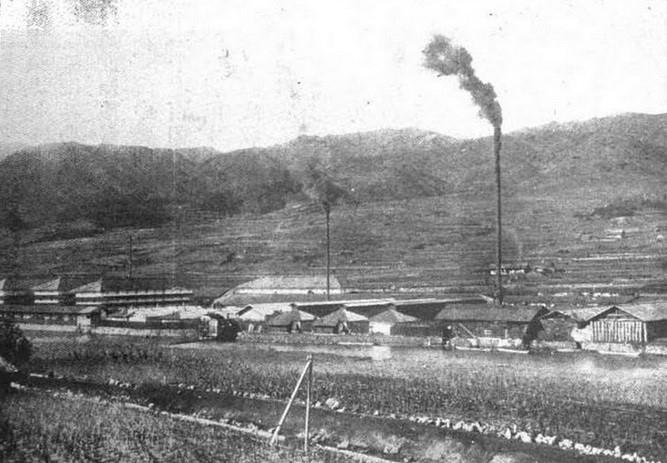
片倉製糸紡績川岸製糸所

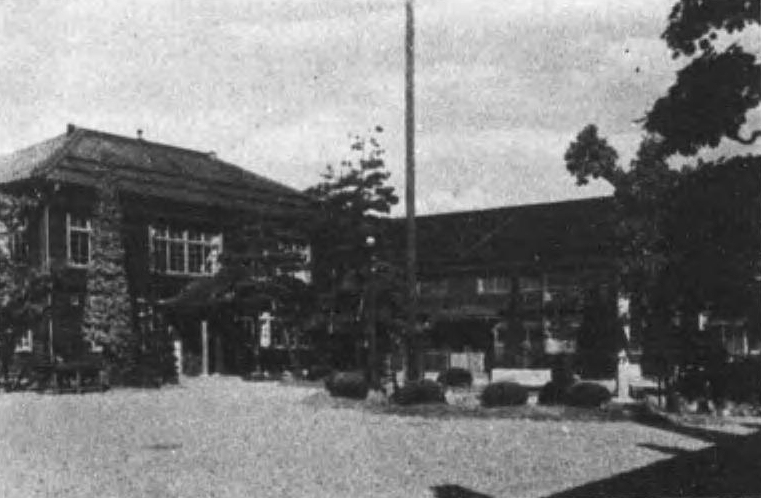
片倉製糸紡績尾澤製糸所

明治期から大正期にかけての日本の主力輸出品であった絹糸の製造を行い、片倉財閥を構築した老舗企業である。かつて操業していた富岡工場（富岡製糸場）は日本の工業近代化の貴重な遺産と、UNESCOの世界文化遺産（富岡製糸場と絹産業遺産群）として知られる（2005年、富岡工場の土地・建物を、富岡市に寄贈した）。
1994年に伝統事業である蚕糸事業から撤退し、その後、不動産資産を活かしたショッピングセンター運営・不動産賃貸事業・小売事業の他、第二次世界大戦後に進出した自動車用部品製造、繊維製品の販売などを行っている。また肌着の「キヤロン」の発売元としても、その名を知られている。
連結決算においては子会社のトーアエイヨーを介して製造販売する医薬品が主力となっており、蚕由来のビタミンB2製剤の技術に強みを持つ。
その他、農業用機械、産業用機械の製造子会社や消防車製造子会社も持つ。
東京・京橋にあった片倉ビル（旧本社ビル）は1922年に建築され、近くの明治屋ビルとともに由緒ある建物であったが、老朽化のため2009年12月より建替え工事が始まった。これに伴い2009年、本社を京橋から銀座一丁目に移転した（さらに現在は明石町に移転）。跡地には東京スクエアガーデンが建設された。
2021年11月8日、同社の役員らが設立した会社による株式公開買い付け（TOB）の手法により、マネジメント・バイアウト（MBO）を実施すると発表した。現会長及び現社長が折半出資し、片倉工業株買取を目的とした「株式会社かたくら」を設立。MBOにて上場を廃止する予定であった。買取額は約700億円となる予定で、ファンド系資本によるMBO以外では日本国内最大額となる。背景には所謂モノ言う株主である外資系ファンドの暗躍が囁かれる。
2022年1月12日、株式会社かたくらはMBOの断念を発表。応募数について買付予定数の下限を下回った場合には、買付に応募があったすべての株式を含めて買付をしない計画であったためである。その下限は22,146,000株であったが、実際に応募があったのは19,679,198株であった。

## 沿革
- 1873年（明治6年） - 長野県諏訪郡川岸村（現在の岡谷市川岸）で片倉市助が10人取りの座繰り製糸を開始。
- 1878年（明治11年）6月 - 片倉兼太郎が川岸村に垣外（かいと）製糸場を開設。32人繰りの洋式器械を備えた工場であった。
- 1895年（明治28年） - 片倉組を設立。
- 1914年（大正3年）10月 - 蚕種の改良普及を目的とした合資会社大日本一代交配蚕種普及団を設立。
- 1919年（大正8年）4月 - 朝鮮・大邱府に製糸工場を開設。
- 1920年（大正9年）3月23日 - 片倉組を継承する組織として片倉製糸紡績株式会社を設立[1]（片倉工業の創立日）
- 1930年（昭和5年）7月 - 蚕品種の改良・育成研究を目的として研究開発部蚕業試験所（現在の生物科学研究所）を開設。
- 1939年（昭和14年）9月 - 旧官営富岡製糸場（株式会社富岡製糸所）を合併。
- 1943年（昭和18年）11月 - 片倉工業株式会社に改称。
- 1945年（昭和20年）5月 - 白石製糸所（現在の白石片倉ショッピングセンター）を開設。
- 1946年（昭和21年）
  - 11月 - 機械製作事業に進出。
  - 12月 - 財閥解体第2次指定において解体対象となる[注釈 1]。
- 1947年（昭和22年）2月 - 韮崎製糸所を開設。1960年（昭和35年）からメリヤス事業の拠点とする。
- 1949年（昭和24年）
  - 5月 - 東京証券取引所第1部、大阪証券取引所第1部、名古屋証券取引所に上場。
  - 6月 - 広島証券取引所に上場。
  - 7月 - 京都証券取引所、福岡証券取引所、新潟証券取引所に上場。
- 1950年（昭和25年）12月 - 札幌証券取引所に上場。
- 1954年（昭和29年）
  - 5月 - 片倉ハドソン靴下株式会社を設立（1968年（昭和43年）1月に合併）。衣料品事業に進出。
  - 片倉自転車工業を設立、自転車とオートバイの製造に進出。
- 1967年（昭和42年）6月 - 大宮工場にゴルフ練習所を併設。これにより土地開発事業に進出。
- 1973年（昭和48年）
  - 3月 - 取手製作所をショッピングセンターに再開発。
  - 12月 - 中央蚕研株式会社を設立。
- 1975年（昭和50年）4月 - カタクラ園芸センターを開店（現在のニューライフカタクラ）し、小売事業に進出。
- 1977年（昭和52年）3月 - 中央蚕研株式会社を中央蚕研事業所（現在の生物科学研究所）とする。
- 1981年（昭和56年）3月 - 松本カタクラモールをオープン。
- 1987年（昭和62年）3月 - 富岡工場の操業を休止。
- 1992年（平成4年） 6月 - 大宮工場を埼玉県加須市に移転（現・加須工場）。
- 1994年（平成6年）12月 - 熊谷工場の操業を休止し、蚕糸業から撤退する。
- 1996年（平成8年） 2月 -  衣料品物流の加須センターを開設。
- 2000年（平成12年）
  - 3月 - 広島証券取引所、新潟証券取引所より上場廃止。
  - 11月 - 片倉シルク記念館オープン。
- 2001年（平成13年）3月 - 京都証券取引所より上場廃止。
- 2002年（平成14年）7月 - 片倉明和株式会社を合併。
- 2003年（平成15年）3月 - 名古屋証券取引所第1部、福岡証券取引所、札幌証券取引所より上場廃止。
- 2004年（平成16年）
  - 8月 - 株式会社片倉キャリアサポート設立。
  - 9月 - 大宮製作所跡地にコクーン新都心（現在はコクーンシティの一部）をオープン。
- 2005年（平成17年）9月 - 富岡工場（富岡製糸場）の建物等を富岡市に寄贈。
- 2006年（平成18年）
  - 1月 - 富岡工場の敷地を富岡市に売却。
  - 7月 - 旧官営富岡製糸場が重要文化財に指定
- 2008年（平成20年）- オグランジャパン株式会社設立
- 2009年（平成21年）- 本社を京橋から銀座1丁目19番7号に移転。
- 2010年（平成22年）6月 - 大阪証券取引所より上場廃止。
- 2011年（平成23年）10月 - 本社を銀座から明石町に移転[広報 5]。
- 2013年（平成25年）4月 - 旧本社跡の再開発（片倉工業のほか東京建物・第一生命保険など7社共同）による「東京スクエアガーデン」がオープン[広報 6]。
- 2014年（平成26年）6月 - 富岡製糸場が世界文化遺産に登録決定[2]。
- 2015年（平成27年）
  - 3月24日 - 午後6時をもって松本カタクラモールを閉鎖。
  - 11月10日 - 前が広く開いた前広便座「いい安座（e-anza）」を新発売[3]。
- 2018年（平成30年）12月 - 小売事業からの撤退を決定[広報 7]。
- 2019年（令和元年）8月16日 - 前広便座「いい安座」の販売をさつきに事業譲渡[4]
- 2020年（令和2年）11月26日 - 加須センターを東京建物へ売却（2021年2月1日に引渡）。
- 2024年（令和6年）1月 - 通称社名に「カタクラ」を採用、新たなコーポレート・ロゴなども制定[広報 8]。

## 事業所・工場など

### ホテル・ショッピングセンター
- スマイルホテル松本
- レストラン松本
- 松本カタクラモール - 2015年閉店
- カタクラパーク
  - 加須カタクラパーク - 2021年1月閉店。
  - 沼津カタクラパーク
- 片倉フィラチャー
  - いわき片倉フィラチャー（核店舗：イオンいわき店）
  - 熊谷片倉フィラチャー（核店舗：イオン熊谷店）
  - 松江片倉フィラチャー（核店舗：イオンスタイル松江）
  - 宮之城片倉フィラチャー（核店舗：プラッセだいわ宮之城店（旧寿屋））
- コクーンシティ（さいたま新都心）
- 白石片倉ショッピングセンター
- ライフガーデンにらさき
- ニューライフカタクラ - 2018年12月31日で営業終了。
  - 平店
  - 石和店

### 工場など
- 加須工場
- 加須センター(衣料品物流用倉庫)
- 生物科学研究所

### 企業博物館
- 片倉シルク記念館 - 同社最後の製糸工場であった熊谷工場（現・熊谷片倉フィラチャー）の繭倉庫を生かした企業博物館。

## 関係会社

### 連結子会社
- ニチビ（東京都中央区）（繊維事業）
- トーアエイヨー（東京都中央区）（医薬品事業）
- 片倉機器工業（東京都中央区）（機械関連事業）
- 片倉キャロンサービス（東京都中央区）（サービス事業）
- カフラス（東京都中央区）（繊維事業）
- 日本機械工業（東京都中央区）（消防車製造・機械関連事業）
- オグランジャパン（東京都中央区）（繊維事業）

## メディア出演・掲載
- 2017年8月20日 Story 〜長寿企業の知恵〜 #024 『1873年創業 片倉工業 15代目 佐野公哉』[5]